# پروبراژنتسی
پروبراژنتسی (به بلغاری: Preobrazhentsi) یک منطقهٔ مسکونی در بلغارستان است که در Ruen واقع شده‌است.